# Bentley's Miscellany

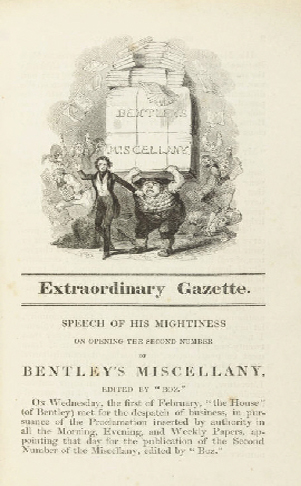
Portada de la serie "Bentley's Miscellany" (Miscelánea de Bentley)

Bentley's Miscellany fue una revista literaria fundada en enero de 1836 por el editor inglés Richard Bentley. Su primer director fue Charles Dickens, quien contaba con 25 años y acababa de tener un éxito con la publicación de sus Pickwick Papers. En 1868 se fusionó con la también revista literaria Temple Bar.

## Directores y colaboradores
Además de dirigir la publicación de 1836 a 1839, Dickens publicó en ella su novela por entregas Oliver Twist (de febrero de 1837 a abril de 1839). Cuando Dickens discutió con Bentley, fue sustituido por William Harrison Ainsworth, cuya Jack Sheppard, al igual que Oliver Twist, un ejemplo típico de la novela de Newgate, también apareció en la revista, de enero de 1839 a febrero de 1840, ambas con ilustraciones de George Cruikshank. Los dos autores fueron amigos pero discutieron a raíz de las controversias levantadas por este género literario, y con la salida de Dickens, Ainsworth dirigió la revista durante tres años más.
Otros colaboradores de la revista fueron Wilkie Collins, Thomas Moore, Thomas Love Peacock y Edgar Allan Poe.